# Aporia hastata
Aporia hastata is een vlindersoort uit de familie van de Pieridae (witjes), onderfamilie Pierinae.
Aporia hastata werd in 1892 beschreven door Oberthür.